# Ota Benga
Ota Benga (Estado Livre do Congo, 1883 – Lynchburg 20 de março de 1916) foi um homem Mbuti (Pigmeu do Congo), que ficou conhecido por ter sido apresentado na Exposição Universal de 1904 em St. Louis, Missouri, e como uma exibição em um zoológico humano no Zoológico do Bronx em 1906. Benga foi comprado por traficantes de escravos africanos pelo explorador Samuel Phillips Verner, um homem de negócios em busca de povos africanos para a exibição, que o levou para os Estados Unidos. Enquanto no zoológico do Bronx, Benga foi autorizado a andar pelo terreno antes e depois de ser exibido junto com os macacos no zoológico. Com exceção de uma breve visita à Africa com o Verner após o encerramento da exposição em St. Louis, Benga viveu nos Estados Unidos, principalmente na Virgínia, pelo resto de sua vida.
Jornais afro-americanos em todo o país publicaram editoriais opondo-se veementemente contra esse tratamento para com o Benga. Robert Stuart MacArthur, porta-voz de uma delegação de igrejas negras, fez uma petição ao prefeito de Nova York, George B. McClellan Jr, por sua libertação do zoológico do Bronx. No final de 1906, o prefeito libertou Benga e entregou à custódia de James M. Gordon, que supervisionava o Asilo de Órfãos de Cor Howard no Brooklyn.
Em 1910, Gordon providenciou para que Benga fosse cuidado em Lynchburg, Virgínia, onde pagou pelas roupas e mandou consertar os seus dentes afiados. Isso permitiria que Benga fosse mais prontamente aceito na sociedade local. Benga começou a aprender o idioma inglês e começou a trabalhar em uma fábrica de tabaco de Lynchburg.
Ele tentou retornar à África, mas a eclosão da Primeira Guerra Mundial em 1914 interrompeu todas as viagens de passageiros de navios. Benga entrou em depressão e atirou contra o próprio peito em 1916.

## Biografia
Como um membro do povo Mbuti, Ota Benga vivia em florestas equatoriais perto do rio Cassai, no então Estado Livre do Congo. Seu povo foi atacado pela Force Publique, estabelecida pelo rei Leopoldo II da Bélgica como uma milícia para controlar os nativos, a maioria dos quais era usada como mão de obra a fim de explorar o grande suprimento de borracha no Congo. A esposa e os dois filhos de Benga foram assassinados; ele sobreviveu porque estava em uma expedição de caça quando a Force Publique atacou a sua aldeia. Mais tarde, ele foi capturado por traficantes de escravos da tribo "Baschelel" (Bashilele).
Em 1904, Samuel Phillips Verner, um explorador e homem de negócios, viajou para a Africa, sob um contrato da Feira Mundial de St. Louis, para capturar e trazer uma variedade de pigmeus para uma exposição. Verner descobriu Benga enquanto estava a caminho da aldeia pigmeia dos Tuás visitada anteriormente; ele comprou Benga dos traficantes de escravos por meio quilo de sal e um pedaço de tecido. Verner mais tarde afirmou que havia resgatado Benga dos canibais.
Os dois passaram várias semanas juntos antes de chegarem à aldeia dos Tuás. Os aldeões começaram a desconfiar do muzungu ("homem branco") devido aos abusos das forças do rei Leopoldo. Verner não conseguiu recrutar nenhum aldeão para viajar aos Estados Unidos até que Benga disse que o muzungu salvou sua vida e falou sobre o vínculo que havia crescido entre eles e sua própria curiosidade sobre o mundo de onde vinha Verner. Quatro Tuás, todos do sexo masculino, decidiram finalmente acompanhá-los. Verner também recrutou outros africanos que não eram pigmeus: cinco homens do Reino Cuba, incluindo o filho do Rei Ndombe, governante do reino; e outras pessoas relacionadas.

## Exibições

### Feira mundial de St. Louis

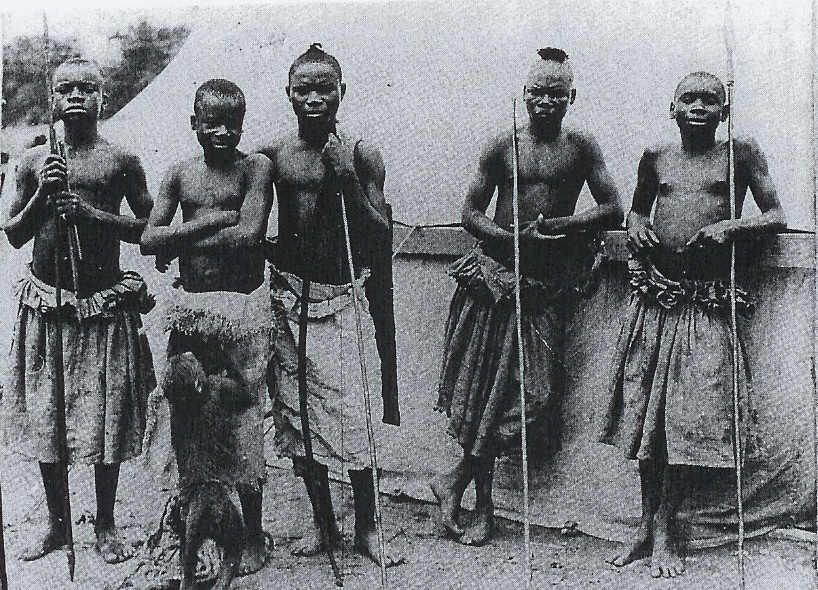
Benga (segundo da esquerda) e os Tuás em St. Louis

O grupo foi levado para St. Louis, Missouri, no final de junho de 1904, sem Verner, porque ele havia contraído malária. A Exposição de Compra da Louisiana já havia começado e os africanos imediatamente se tornaram o centro das atenções. Benga era particularmente popular, e seu nome foi relatado de várias maneiras pela imprensa como Artiba, Autobank, Ota Bang, e Otabenga.
Ele tinha uma personalidade amável, e os visitantes ficavam ansiosos para ver seus dentes que foram afiados em sua juventude como uma decoração ritualística. Os africanos aprenderam a cobrar por fotografias e apresentações. Um relato de jornal promoveu Benga como "o único canibal africano genuíno na América" e afirmou que "[seus dentes] valiam os cinco centavos que cobra por mostrá-los aos visitantes".

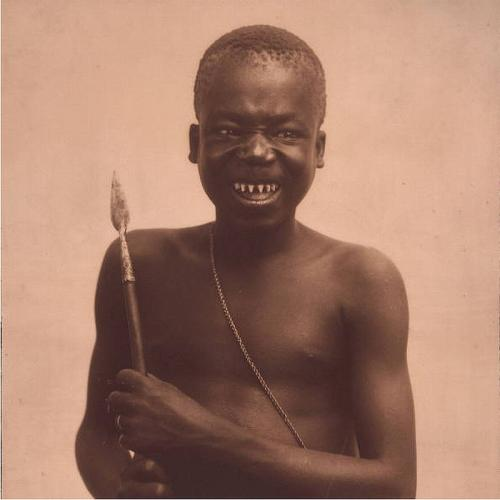
Benga em 1904

Quando Verner chegou, um mês depois, percebeu que os pigmeus eram mais prisioneiros do que artistas. Suas tentativas de se reunir pacificamente na floresta aos domingos foram frustradas pelo fascínio da multidão por eles. As tentativas de McGee de apresentar uma exibição científica "séria" também foram anuladas. Em 28 de julho de 1904, os africanos performaram para a multidão a noção preconcebida  de que eles eram "selvagens", resultando no Primeiro Regimento de Illinois sendo chamado para controlar a multidão. Benga e os outros africanos acabaram se apresentando de maneira belicosa, imitando os nativos americanos que viram na exposição. O chefe Apache Geronimo (apresentado como "O Tigre Humano" - com dispensa especial do Departamento de Guerra) passou a admirar Benga e lhe deu uma de suas pontas de flecha.

### Museu Americano de História Natural
Benga acompanhou Verner quando ele devolveu os outros africanos ao Congo. Ele viveu brevemente entre os Batwa enquanto continuava a acompanhar Verner em suas aventuras africanas. Ele se casou com uma mulher Batwa que mais tarde morreu de picada de cobra, e pouco se sabe sobre seu segundo casamento. Não sentindo que pertencia ao Batwa, Benga escolheu retornar com Verner para os Estados Unidos.
Verner acabou arranjando para que Benga ficasse em um quarto vago no Museu Americano de História Natural na cidade de Nova York enquanto ele cuidava de outros negócios. Verner negociou com o curador Henry Bumpus sobre a apresentação de suas aquisições da África e o seu potencial emprego. Embora Bumpus tenha ficado desanimado com o pedido de Verner do que ele pensava ser o salário proibitivamente alto de US$ 175 por mês e não tenha ficado impressionado com as credenciais do homem, ele estava interessado em Benga. Benga inicialmente gostou de seu tempo no museu, onde recebeu um terno de linho ao estilo sulista para usar quando ele se apresentasse. Mais tarde ele ficara com saudades de sua própria cultura.
Os escritores Bradford e Blume imaginaram seus sentimentos:
O que a princípio prendeu sua atenção agora o fazia querer fugir. Era enlouquecedor estar lá dentro - ser engolido inteiro - por tanto tempo. Ele tinha uma imagem de si mesmo, empalhado, atrás de um vidro, mas de alguma forma ainda vivo, agachado sobre uma fogueira falsa, alimentando uma criança sem vida com carne. O silêncio do museu tornou-se uma fonte de tormento, uma espécie de ruído; ele precisava do canto dos pássaros, brisas, árvores...
Insatisfeito, Benga tentou encontrar alívio explorando a apresentação que seus empregadores faziam dele como um "selvagem". Ele tentou passar furtivamente pelos guardas enquanto uma grande multidão estava deixando o local; quando solicitado em uma ocasião para sentar a esposa de um doador rico, ele fingiu não entender, ao invés disso, atirou a cadeira para o outro lado da sala, errando por pouco a cabeça da mulher. Enquanto isso, Verner estava com dificuldades financeiras e havia feito pouco progresso nas negociações com o museu. Ele logo encontrou outro lar para Benga.

### Zoológico do Bronx
Por sugestão de Bumpus, Verner levou Benga ao zoológico do Bronx em 1906. William Hornaday, diretor do zoológico, inicialmente recrutou Benga para ajudar a manter os habitats dos animais. No entanto, Hornaday viu que as pessoas prestavam mais atenção em Benga do que nos animais do zoológico, e acabou criando uma exposição para exibir o Benga. No zoológico, o homem Mbuti teve permissão para perambular pelo terreno, mas não há registro de que ele tenha sido pago por seu trabalho. Ele se apegou a um orangotango chamado Dohong, "o gênio presidente da Casa dos Macacos", que aprendera a fazer truques e imitar o comportamento humano.
Os eventos que levaram à sua "exibição" ao lado de Dohong foram graduais: Benga passou parte de seu tempo na exibição da Casa dos Macacos, e o zoológico o encorajou a pendurar sua rede ali e atirar seu arco e flecha em um alvo. No primeiro dia da exposição, 8 de setembro de 1906, os visitantes encontraram Benga na Casa dos Macacos.
Logo, uma placa na exposição dizia:
O pigmeu africano, "Ota Benga."
Idade, 23 anos. Altura, 150cm.

Peso, 47kg. Trazido do

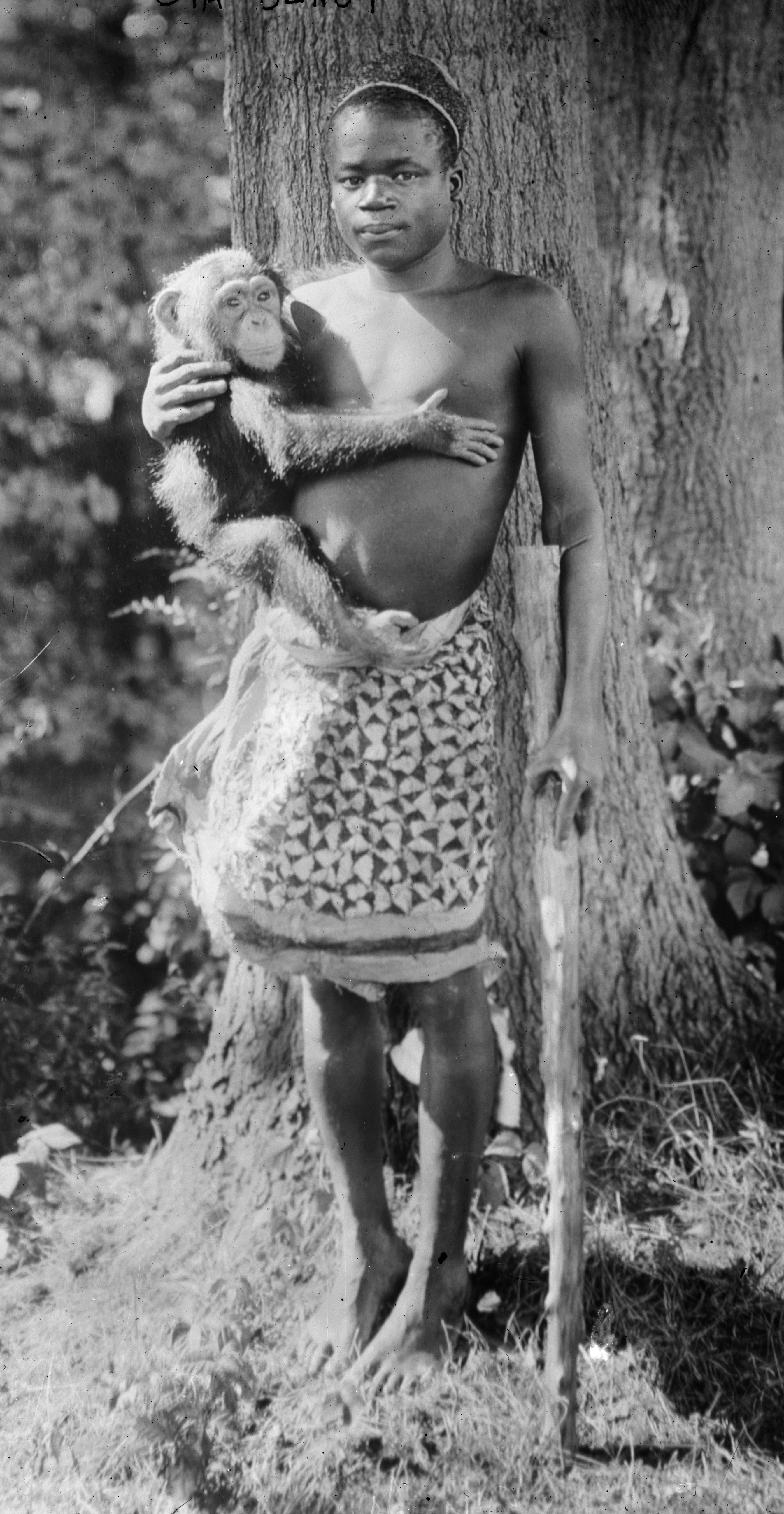
Ota Benga no Zoológico do Bronx em 1906. Existem apenas cinco fotos promocionais da época de Benga aqui, nenhuma delas na "Casa dos Macacos"; câmeras não eram permitidas.

Rio Cassai, Estado livre do Congo, África

Central, pelo Dr. Samuel P. Verner. Exibido

 toda tarde durante o mês de Setembro.

Hornaday considerou a exposição um espetáculo valioso para os visitantes; ele foi apoiado por Madison Grant, secretário da New York Zoological Society, que fez lobby para colocar Ota Benga em exibição ao lado de macacos no zoológico do Bronx. Uma década depois, Grant se tornou nacionalmente conhecido como antropólogo racial e eugenista.

### Darwinismo, controvérsias e ciência
William Temple Hornaday, o diretor fundador e curador do zoológico, defendeu a exposição com base na ciência. “Estou apresentando a exposição puramente como uma exposição etnológica”, disse ele. A exibição, ele insistiu, estava de acordo com a prática de "exibições humanas" de africanos na Europa, evocando alegremente o status indiscutível do continente como o modelo de cultura e civilização do mundo. Além dele, Louis Agassiz, o professor de geologia e zoologia de Harvard, que na época de sua morte em 1873 era indiscutivelmente o cientista mais venerado da América, insistiu por mais de duas décadas que os negros eram uma espécie separada, uma "raça degradada e degenerada".
Clérigos afro-americanos protestaram imediatamente aos funcionários do zoológico sobre a exibição. Disse James H. Gordon:
Nossa raça, pensamos, está bastante deprimida, sem exibir um de nós com os macacos ... Achamos que somos dignos de ser considerados seres humanos, com almas.
Gordon achou que a exposição era hostil ao Cristianismo e era efetivamente uma promoção do Darwinismo:
A teoria darwinista é absolutamente oposta ao cristianismo, e uma demonstração pública em seu favor não deve ser permitida.
Um vasto número de clérigos apoiaram Gordon. Em defesa da representação de Benga como um ser humano inferior, um editorial do The New York Times sugeriu:
Não compreendemos bem toda a emoção que os outros estão expressando sobre o assunto ... É um absurdo fazer barulho sobre a humilhação e degradação imaginária que Benga está sofrendo. Os pigmeus ... são muito baixos na escala humana, e a sugestão de que Benga deveria estar em uma escola em vez de uma gaiola ignora a alta probabilidade de que a escola seria um lugar ... do qual ele não poderia tirar qualquer vantagem. A ideia de que os homens são todos muito parecidos, exceto pelo fato de terem tido ou não tido oportunidades de obter uma educação baseada nos livros, está agora muito desatualizada.
Daniel Brinton, professor de linguística e arqueologia da Universidade da Pensilvânia, usou seu discurso de despedida como presidente da Associação Americana para o Avanço da Ciência para atacar as alegações de que educação e oportunidade representavam níveis variados de realização entre as raças. “As raças negra, parda e vermelha diferem anatomicamente tanto da branca, especialmente em seus órgãos esplâncnicos, que mesmo com igual capacidade cerebral eles nunca poderiam rivalizar seus resultados por esforços iguais”, disse ele. A força dominante dessas ideias - incorporada na ciência, história, políticas governamentais e cultura popular - tornaria o desconforto e a humilhação de Benga em uma jaula de macaco incompreensível para a vasta maioria daqueles que o testemunharam.
Após a polêmica, Benga teve permissão para vagar pelos jardins do zoológico. Em resposta à situação, bem como aos estímulos verbais e físicos da multidão, ele se tornou mais travesso e um tanto violento. Nessa época, um artigo do The New York Times citava Robert Stuart MacArthur dizendo: "É uma pena que não exista uma sociedade como a Society for the Prevention of Cruelty to Children(NYSPCC). Enviamos nossos missionários à África para cristianizar o povo, e então trazemos um aqui para brutalizá-lo. "
O zoológico finalmente removeu Benga do terreno. Verner não teve sucesso em sua busca contínua por emprego, mas ocasionalmente falava com Benga. Os dois concordaram que era do interesse de Benga permanecer nos Estados Unidos, apesar dos holofotes indesejáveis no zoológico

## Vida posterior
No final de 1906, Benga foi libertado sob a custódia do reverendo Gordon.
Gordon colocou Benga no Howard Coloured Orphan Asylum, um orfanato patrocinado por uma igreja no Brooklyn que Gordon supervisionava. Como a atenção indesejada da imprensa continuou, em janeiro de 1910, Gordon providenciou a transferência de Benga para Lynchburg, Virgínia, onde morava com a família McCray.
Para que ele pudesse ser aceito mais facilmente pela sociedade local, Gordon providenciou para que os dentes pontiagudos de Benga fossem arrumados e comprou para ele roupas no estilo americano. Ele foi tutorado pela poetisa Anne Spencer de Lynchburg com o objetivo de melhorar seu inglês e começou a frequentar a escola primária no Seminário Batista de Lynchburg.
Depois de sentir que seu inglês havia melhorado o suficiente, Benga interrompeu sua educação formal. Ele começou a trabalhar em uma fábrica de tabaco de Lynchburg e começou a planejar um retorno para a África.

## Suicídio
Em 1914, quando estourou a Primeira Guerra Mundial, o retorno ao Congo tornou-se impossível porque o tráfego de navios de passageiros tinha sido finalizado. Benga ficou deprimido quando suas esperanças de um retorno à sua terra natal se desvaneceram. Em 20 de março de 1916, aos 32 ou 33 anos, ele acendeu uma fogueira cerimonial, arrancou as tampas dos dentes pontudos e deu um tiro no próprio coração com uma pistola emprestada.
Ele foi enterrado em uma sepultura sem identificação na seção de negros do Cemitério da Cidade Velha, perto de seu benfeitor, Gregory Hayes. Em algum momento, os restos mortais de ambos os homens desapareceram. A história local indica que Hayes e Benga foram eventualmente transferidos do Old Cemetery para o White Rock Hill Cemetery, um cemitério que mais tarde caiu em ruínas. Benga recebeu um marco histórico em Lynchburg em 2017.

## Legado
Phillips Verner Bradford, neto de Samuel Phillips Verner, escreveu um livro sobre o homem Mbuti, intitulado "Ota Benga: The Pygmy in the Zoo". Durante sua pesquisa para o livro, Bradford visitou o Museu Americano de História Natural, que possui uma máscara e um molde corporal de Ota Benga. O visor ainda está rotulado como "Pigmeu", em vez de indicar o nome de Benga, apesar das objeções de Verner que começaram há um século e foram repetidas por outros. A publicação do livro de Bradford em 1992 inspirou amplo interesse na história de Ota Benga e estimulou a criação de muitas outras obras, ficcionais e não ficcionais, como:
- 1994 – A peça de John Strand, Ota Benga, foi produzida pelo Signature Theatre em Arlington, Virginia.[36]
- 1997 – 1997 - A peça, Ota Benga, Elegy for the Elephant, do Dr. Ben B. Halm, foi encenada na Fairfield University em Connecticut.[37]
- 2002 – O homem Mbuti foi o tema do curta-metragem Ota Benga: A Pygmy in America, dirigido pelo brasileiro Alfeu França. Ele incorporou filmes originais gravados por Verner no início do século 20.[38]
- 2005 – Um relato ficcional de sua vida retratado no filme Man to Man, estrelado por Joseph Fiennes, Kristin Scott Thomas.
- 2006 – A banda Piñataland, do Brooklyn, lançou uma música intitulada "Ota Benga's Name" em seu álbum Songs from the Forgotten Future Volume 1, que conta a história de Ota Benga.[5]
- 2006 – Ota Benga é um personagem em The Fall (filme de 2006).
- 2007 – Os primeiros poemas de McCray sobre Benga foram adaptados como uma peça performática; o trabalho estreou no Columbia Museum of Art em 2007, com McCray como narrador e música original de Kevin Simmonds.
- 2008 – Benga inspirou a personagem de Ngunda Oti no filme O Curioso Caso de Benjamin Button.[39]
- 2010 – A história de Ota Benga foi a inspiração para um álbum conceitual do conjunto musical St. Louis Maio Day Orchestra[40]
- 2011 – A banda italiana Mamuthones gravou a música "Ota Benga" em seu álbum Mamuthones.[carece de fontes?]
- 2012 – Ota Benga Under My Mother's Roof, uma coleção de poesia publicada por Carrie Allen McCray, cuja família cuidou de Benga
- 2012 – Ota Benga o documentário.[41]
- 2015 – A jornalista Pamela Newkirk publicou a biografia Spectacle: The Astonishing Life of Ota Benga[42]
- 2016 – Radio Diaries, um programa de rádio vencedor do Peabody Award, conta a história de Ota Benga em "The Man in the Zoo" no podcast Radio Diaries.[43]
- 2019 – A Universidade do Alabama em Birmingham adaptou a história de Ota Benga para o musical Savage.[44]
- 2019 – O Williamstown Theatre Festival estreou A Human Being, of a Sort, uma peça baseada na história de Ota Benga, escrita por Jonathan Payne.[45]
- 2020 – 114 anos depois, a Wildlife Conservation Society, operadora do Zoológico do Bronx, pediu desculpas pelo tratamento dado pelo zoológico a Benga e pela promoção da eugenia.[46][47][48]
- 2021 – a Autoridade de Exames e Avaliação de Hong Kong (HKEAA) usou a história de Ota Benga como uma das tarefas de escuta do artigo de Escuta em Inglês e Habilidades Integradas do exame do Diploma de Educação Secundária de Hong Kong (HKDSE).Ishi, um nativo americano que foi comparado a Benga.

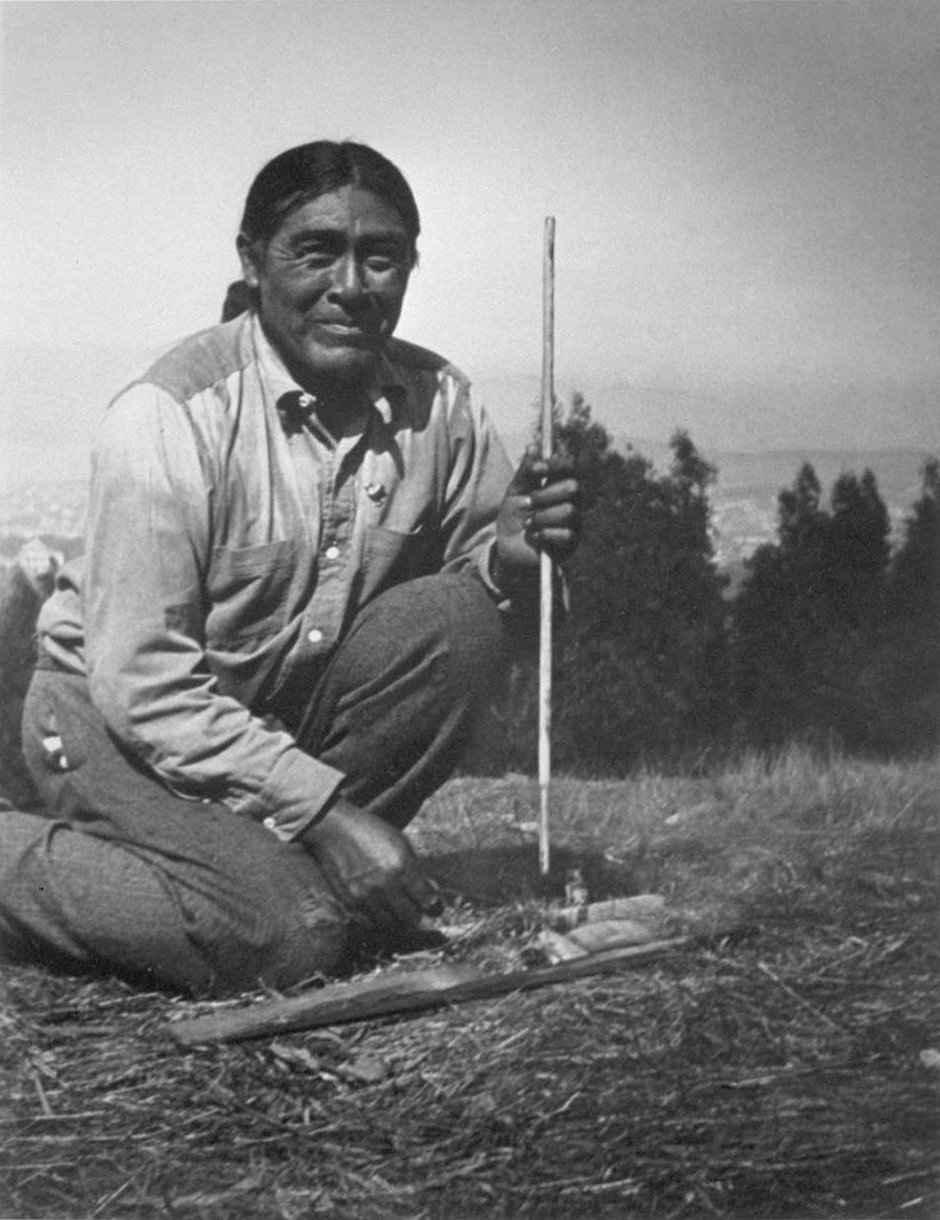
Ishi, um nativo americano que foi comparado a Benga.

## Caso similar
Semelhanças foram observadas entre o tratamento de Ota Benga e Ishi. Este último foi o único membro remanescente da tribo indígena americana Yahi e foi exibido na Califórnia por volta do mesmo período. Ishi morreu em 25 de março de 1916, cinco dias depois de Ota.

## Ligações Externas
- "From the Belgian Congo to the Bronx Zoo", Setembro 8, 2006, National Public Radio
- Ota Benga Folk Opera, 2010 recording of a suite of songs based on the life of Ota Benga and the history of Congo
- Cecil Adams answer to "Are Pygmies really human?", The Straight Dope, Fevereiro 20, 2004, discusses history of Ota Benga
- Ota Benga Alliance for Peace, Healing and Dignity, Official Website
- Ota Benga (em inglês) no Find a Grave [fonte confiável?]
- http://www.otabengathedocumentaryfilm.com